# Garaeus coloratus
Garaeus coloratus är en fjärilsart som beskrevs av George Francis Hampson 1895. Garaeus coloratus ingår i släktet Garaeus och familjen mätare. Inga underarter finns listade i Catalogue of Life.